# Balerna
Balerna è un comune svizzero di 3 385 abitanti del Canton Ticino, nel distretto di Mendrisio.

## Geografia fisica
Balerna è situato in collina in posizione soleggiata; la parte più pianeggiante è la porzione di Pian Faloppia. I corsi d'acqua che scorrono sul territorio sono il Breggia, il Faloppia e il Raggio.

## Storia
Fu sede della pieve di Balerna dal IX al XVIII secolo.

## Monumenti e luoghi d'interesse

### Architetture religiose

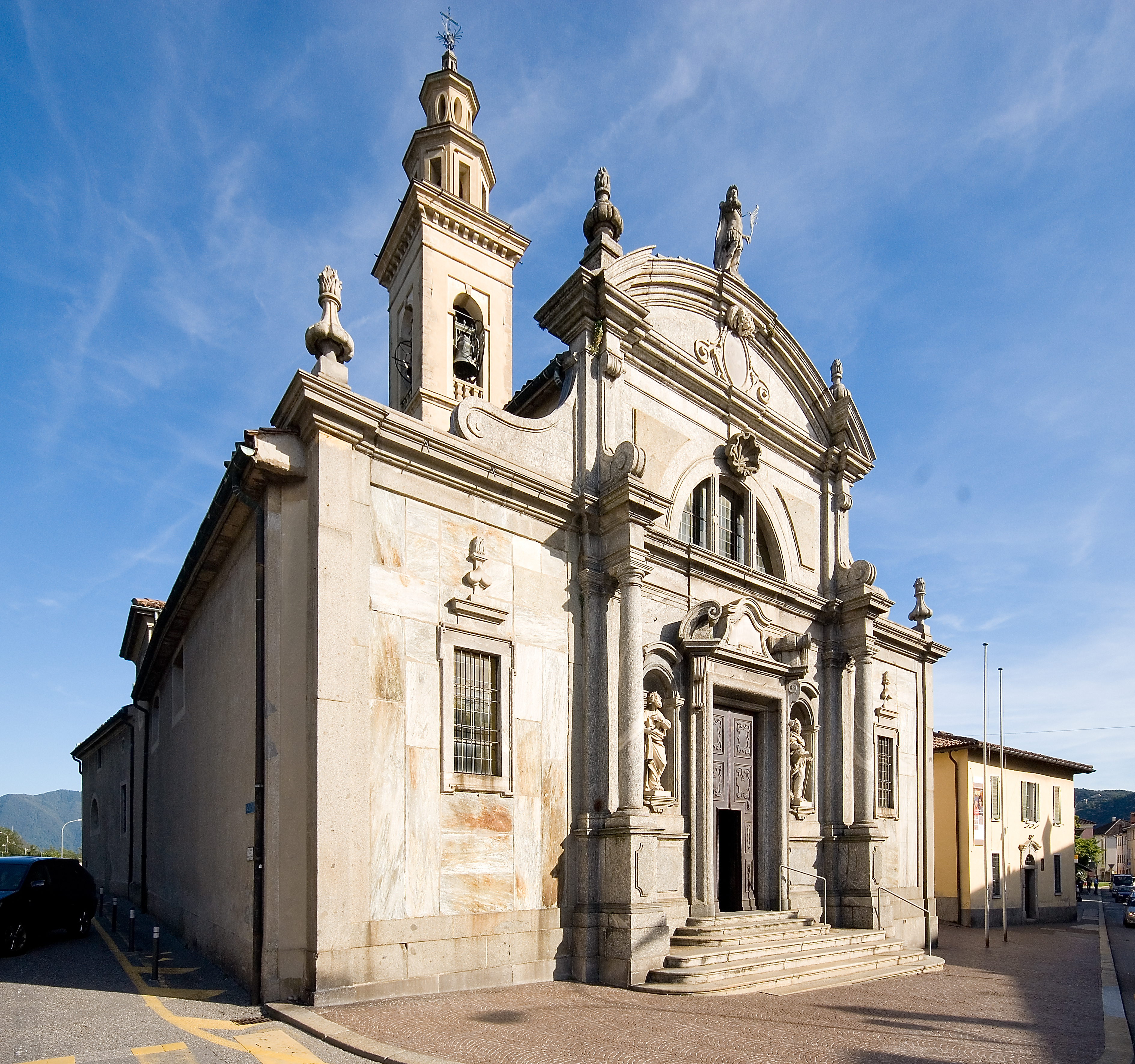
La chiesa collegiata di San Vittore martire

- Chiesa collegiata di San Vittore martire, riedificata nel XVI secolo[1], presenta il secondo campanile di antica costruzione più alto del Canton Ticino[senza fonte];
- Chiesa di San Giovanni Battista e della Vergine annessa alla parrocchiale[senza fonte];
- Ossario (1759), edificio in stile barocco annesso alla parrocchiale;[3]
- Chiesa-oratorio di Sant'Antonio da Padova[4] in località Cereda;
- Chiesa-oratorio dell'Addolorata in località Pontegana[4].

### Architetture civili
- Ruderi della torre di Pontegana, costruita nel XII secolo[5] e coinvolta nella guerra decennale che vide contrapposti i comuni di Como e Milano;
- Villa vescovile (1706)[3], detta Belvedere,[6] costruita nel XVIII secolo[1] sull'antica via Regina[senza fonte];
- Palazzo della Nunziatura,[6] risalente al XVIII secolo[3];
- Palestra di via Franscini, costruita da Mario Botta nel 1976-1978[senza fonte].

### Aree naturali

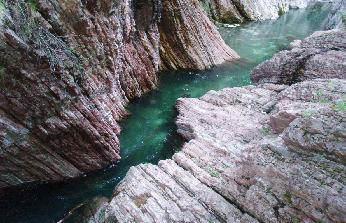
Il parco delle gole della Breggia

- Parco delle gole della Breggia, istituito nel 1986.

## Società

### Evoluzione demografica
L'evoluzione demografica è riportata nella seguente tabella:
Abitanti censiti

### Lingue e dialetti
Il dialetto balernitano è il momò, parlato dagli indigeni a livello popolare e familiare su tutta la zona del Mendrisiotto. Presenta pochissime differenze dal dialetto comasco; la principale differenza è la pronuncia delle "s" seguite da una consonante (p,c,g) la quale viene pronunciata [ʃ] o [ʒ] e quasi mai [s] come per il comasco.

## Cultura

### Istruzione
- Scuola dell'Infanzia[8]
- Scuola Elementare[8]
- Scuola Media[8]
- Istituto Provvida Madre, una fondazione per minorenni e adulti disabili[9]
- Smart Academy Balerna, una scuola di musica classica e moderna[10]

## Economia
La zona di Pian Faloppia, contigua a quella di Chiasso, è oggetto di discussioni accese per la possibilità di far fiorire una zona industriale e commerciale. La principale azienda di Balerna è la Chicco d'oro, operante nel settore del caffè.

## Infrastrutture e trasporti
Il comune è servito dalla stazione di Balerna della ferrovia del Gottardo.

## Amministrazione
Ogni famiglia originaria del luogo fa parte del cosiddetto comune patriziale e ha la responsabilità della manutenzione di ogni bene ricadente all'interno dei confini del comune.